# Zarenthin Ausbau
Zarenthin Ausbau ist ein Wohnplatz im Ortsteil Döllen der Gemeinde Gumtow im Landkreis Prignitz in Brandenburg.

## Geografie
Der Ort liegt 3 Kilometer nordöstlich von Döllen, 3 Kilometer nordnordwestlich von Gumtow, 13 Kilometer nordwestlich von Kyritz und 26 Kilometer südöstlich von Perleberg auf der Gemarkung von Döllen. Die Nachbarorte sind Dannenwalde und Kolrep Ausbau im Nordosten, Bärensprung im Osten, Gumtow im Südosten, Klein Schönhagen, Zarenthin und Döllen im Südwesten, Krams im Westen sowie Luisenhof und Friedheim im Nordwesten.

## Geschichte
Der Wohnplatz Zarrenthin Ausbau gehörte zur damaligen Gemeinde Döllen und wurde seit dem Jahr 1992 durch das Amt Gumtow verwaltet. Durch den Zusammenschluss der 16 amtsangehörigen Gemeinden kam er am 30. Juni 2002  zur neu gebildeten Gemeinde Gumtow.